# Pou del Sastre
El Pou del Sastre és un pou del terme municipal de Castell de Mur, en territori del poble de Puigmaçana, de l'antic municipi de Mur.
Està situat a 561 m d'altitud, al sector sud-oest de la partida de Claverol, a l'oest-nord-oest de la Masia de Claverol. És al sud, però bastant allunyat, del Corral del Sastre.